# Jeune Noir à l'épée
Pour les articles homonymes, voir Jeune Noir à l'épée (homonymie).
Le Jeune Noir à l'épée est une peinture à l'huile sur toile, réalisée en 1850 par le peintre français Pierre Puvis de Chavannes (1824-1898), considéré comme un des maîtres de la peinture allégorique du XIXe siècle. 
Ce tableau, de dimensions 105 × 73 cm, représente un adolescent armé dans un paysage d'insurrection. 
Dans les années 1830-1850, l'Orient guerrier est l'un des thèmes favoris des peintres de l'École romantique. C'est ainsi qu'Eugène Delacroix, Théodore Chassériau, placent de fiers combattants au cœur de batailles ou parfois seuls chevauchant dans des paysages crépusculaires et orageux. Inspiré par ces deux précurseurs et surtout par Chassériau, Puvis de Chavannes égale, dès l'âge de 26 ans, ses illustres aînés.
Le nu du sujet doit être interprété comme une nudité antique. La plastique du corps de l'adolescent éblouit autant qu'elle étonne par sa signification mystérieuse : la maison qui brûle au loin sur la colline suggère-t-elle que le jeune soldat est indifférent ou inconscient de la tragédie qui se joue, ? 
La nonchalance sensuelle et silencieuse du personnage, la lourde épée disproportionnée portée par lui comme un jouet, les reflets de lumière sur la peau bistrée, font de cette image troublante un chef-d'œuvre de la peinture orientaliste.
Son « symbolisme ne porte que sur l'exploration de la beauté et de l'idée d'un monde pur et éthéré, sur la trace des  mythes et  légendes ».

## Hommage à l'abolition de l'esclavage
En France, l'esclavage est interdit par la Convention en 1794, mais Napoléon Ier le rétablit dans les Antilles françaises en 1802. Le ministre Victor Schœlcher se bat pour l'émission du décret d'abolition définitive de l'esclavage promulgué le 27 avril 1848. Ce faisant, il rend la liberté à quelque deux cent cinquante mille personnes « dans toutes les colonies et possessions françaises ». Toutefois, l'application de ce décret ne se déroule pas sans heurt. De nombreux propriétaires fonciers tentent de l'ignorer, en arguant notamment du « mauvais usage de la liberté » qu'en feraient nécessairement les affranchis.
En Guadeloupe et en Martinique, le climat insurrectionnel est tel qu'en 1850, des députés demandent d'instaurer l'état d'urgence. On peut aisément comprendre qu'en cette époque troublée, Puvis de Chavannes en humaniste épris d'indépendance ait voulu rendre un hommage vibrant à cette liberté encore fragile. 
Le peintre se positionne de façon très claire. Bien que probablement inspirée par les évènements de 1850 (deux ans seulement après la loi abolissant définitivement l’esclavage), son œuvre est plus une ode à la liberté plutôt qu'une peinture d'histoire. Une page se tourne dans cette scène baignée par la lumière crépusculaire, alors qu'à l'horizon brûle l'un des derniers feux de l'insurrection.

## Le dieu Mithra
Comme le suggère aussi Bertrand Puvis de Chavannes, expert de l'artiste, et président du Comité qui lui est dédié,  cet adolescent d'origine africaine semble porter tous les attributs du dieu Mithra : la jeunesse, l’épée, une coiffe qui par sa couleur peut évoquer le bonnet phrygien,  une cape verte et ce qui ressemble à une besace. En effet, passionné de culture gréco-latine, Puvis ne pouvait ignorer ce qu'en écrivait notamment Plutarque : Dieu d'origine indo-iranienne ou perse, Mithra était aussi le dieu de ceux qui défendent la liberté et la parole donnée, notamment les soldats. Des pirates mithraïtes, capturés et réduits en esclavage par les Romains, auraient répandu leurs croyances en Italie. Religion très populaire dans tout le Moyen-Orient, le culte de Mithra connut en Italie un essor considérable jusqu'au Ve siècle de notre ère. Mithra était généralement représenté sous les traits d'un jeune homme, coiffé d'un bonnet phrygien, couvert d'une tunique verte et porteur d'un glaive.
Dans ce tableau, le jeune homme porte un bonnet  qui, s'il n'a pas le dessin du bonnet phrygien, l'évoque par la symbolique de sa couleur.  Ce couvre-chef d'origine orientale est né en Phrygie au VIIIe siècle av. J.-C., et il fut porté par le roi Midas. 
Adopté comme symbole de liberté, il coiffait aussi bien les esclaves affranchis de l'Empire romain, les combattants de la Guerre d'indépendance des États-Unis, que les révolutionnaires français.  
Le personnage tient fermement en main l'un des autres attributs de Mithra : l'épée. Édicté par Louis XIV en 1685 et règlementant le statut des esclaves, le Code noir interdisait à ces derniers « de porter aucune arme offensive, ni de gros bâton ». En l'armant ainsi, Puvis peint non seulement un homme libre, mais il lui octroie également ce qui fut jusqu'au XVIIIe siècle, un des privilèges de la noblesse : le port de l'épée. Assis sur sa tunique verte, le jeune Noir présente un corps musclé qui en dit long sur son courage et sa force, alors que son visage oscillant entre celui d'un enfant ou d'un adolescent symbolise la jeunesse et l'avenir. Deux "modèles noirs" ont à l'évidence posé pour cette peinture, augmentant ainsi le trouble de la disharmonie qui s'en dégage. 

## Histoire
L'œuvre est restée dans la collection familiale de l'artiste jusqu'en 2009, date à laquelle, elle sera acquise par l'Établissement public du musée d'Orsay.

## Expositions
- Puvis de Chavannes, 1824-1898, Ottawa, Canada, 1976
- Pierre Puvis de Chavannes, Amsterdam, Pays-Bas,1994
- Puvis de Chavannes. Une voie singulière au siècle de l'impressionnisme, Amiens, France, 2005

### Le modèle noir - De Géricault à Matisse
En 2019, le Jeune Noir à l'épée fait partie des œuvres mises en exergue dans l'exposition Le modèle noir - De Géricault à Matisse. Cet évènement est co-organisé par les musées d'Orsay et de l'Orangerie, The Miriam and Ira D. Wallach Art Gallery, université Columbia de New York, et le Mémorial ACTe de Pointe-à-Pitre, avec le concours de la Bibliothèque nationale de France. 
L'exposition se penche sur des problématiques esthétiques, politiques, sociales et raciales ainsi que sur l'imaginaire que révèle la représentation des modèles noirs dans les arts visuels, de l'abolition de l'esclavage en France en 1794 à nos jours.

## Abd al Malik
À l'occasion de l'exposition Le modèle noir - De Géricault à Matisse, la toile Jeune Noir à l'épée a inspiré l'artiste Abd al Malik. Il a en effet publié un livre accompagné d'un album CD intitulé Le Jeune Noir à l'épée. Abd al Malik a également écrit un spectacle, conçu avec le chorégraphe burkinabé Salia Sanou, et produit par Décibels Productions, en partenariat avec le théâtre de la ville. Ce spectacle est créé au Musée d'Orsay le 4 avril 2019 par Abd al Malik et quatre danseurs, dans le cadre de l’exposition, puis est suivi d'une tournée en 2019 et 2020. La publication de l'opus d'Abd Al Malik et la campagne publicitaire qui l'accompagna a grandement contribué à l'écho donné à l'exposition Le Modèle Noir.